# Hendon
Hendon es un barrio del municipio londinense de Barnet. Se encuentra a unos 11 km (7 mi) al noroeste de Charing Cross, Londres, Reino Unido. Según el censo de 2011 contaba con una población de 18472.